# Sint-Willibrorduskerk (Riethoven)

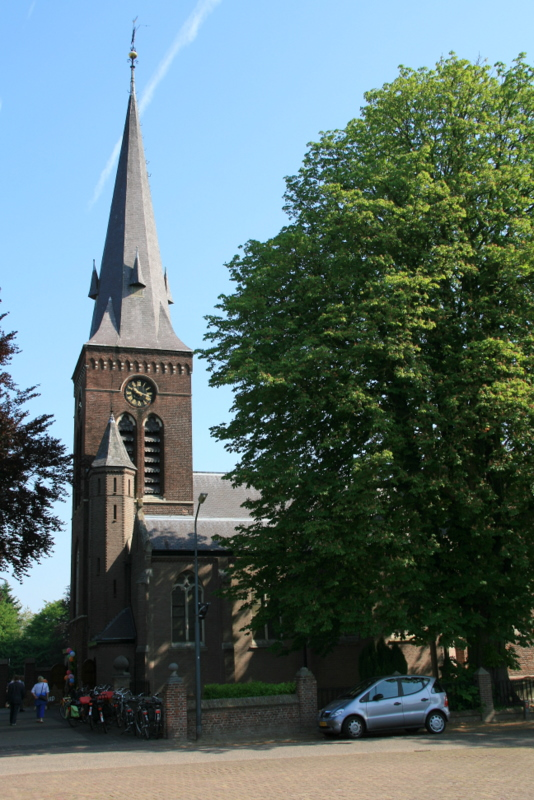
Sint-Willibrorduskerk

De Sint-Willibrorduskerk is de parochiekerk van de tot de Noord-Brabantse gemeente Bergeijk behorende plaats Riethoven, gelegen aan het Dorpsplein 6.

## Geschiedenis
De eerste priester kwam in 1405 maar pas in 1442 werd Riethoven een zelfstandige parochie. Van 1440-1450 werd een kerk gebouwd. Van 1636-1672 gingen de gelovigen in Luyksgestel naar de kerk, daar dit dorp behoorde tot de Spaanse Nederlanden. Van 1672-1798 werd gekerkt in een schuurkerk. In 1798 kwam de oorspronkelijke kerk weer aan de katholieken. In 1898-1899 werd deze verbouwd in neogotische trant naar ontwerp van Caspar Franssen. In 1930 werden een transept en twee zijkapellen aangebracht. Van de oorspronkelijke kerk bleven slechts enkele muurresten bewaard.

## Gebouw
Het betreft een bakstenen kruiskerk in neogotische stijl met halfingebouwde toren en een vieringtorentje.

## Interieur
De kerk bezat een kostbaar relikwie in de vorm van een stukje van de schedel van Sint-Willibrord. In 1853 werd dit door de Abdij van Westmalle als authentiek verklaard. In 1936 werd dit reliek echter weggenomen en het is sindsdien spoorloos. Wel werd door de Abdij van Achel een andere reliek geschonken.
De kerk bezit een kruisbeeld van omstreeks 1500 dat is gepolychromeerd. Ook is er een schilderij van Martinus Riethovius.
Eén van de neogotische altaren werd vervaardigd door Jan Custers.